# Karl Ludwig Jühlke
Karl Ludwig Jühlke (Greifswald, 6 de septiembre de 1856 -  Kismaayo, 1 de diciembre de 1886) fue un comerciante y explorador alemán.

## Biografía
Fue hijo de Ferdinand Jühlke, horticultor y director de los jardines reales de Prusia, y de Maria Johanna Caroline Bladt. Jühlke estudió derecho en varias universidades y trabajó como funcionario judicial en Werder y, posteriormente, como abogado del gobierno en Potsdam. Junto con su amigo de la infancia Carl Peters, participó en 1884 en la fundación de la sociedad que más tarde se llamaría Compañía Alemana del África Oriental.
Partió hacia África Oriental, y llegó a Zanzíbar en noviembre de 1884 donde se reunió con Peters y otros miembros de la Compañía como Joachim von Pfeil. Permanecieron en la ciudad poco más de una semana, y luego cruzaron hasta el continente africano y se dirigieron hacia el interior, siguiendo el río Wami, e iniciaron la colonización alemana de la región mediante la firma de doce contratos con autoridades locales. Regresaron a la costa seis semanas, habiendo conseguido que un territorio de cerca de 150.000 kilómetros cuadrados fuera adquirido por la Compañía y posteriormente puesto bajo la protección del Reich. Jühlke, como representante general de la Compañía, era el responsable de ejercer la jurisdicción en los territorios adquiridos. 
En mayo de 1885, Jühlke negoció en nombre de la Compañía la fundación de colonias en las montañas Usambara y en el país Chagga, en la región del Kilimanjaro, con la idea de completar el proceso de colonización de la región y para adelantarse al sultán de Zanzíbar que, harto del comportamiento de compañía alemana, estaba lanzando su propia expedición al Kilimanjaro, bajo el liderazgo del inglés Lloyd Mathews. Jühlke y su equipo firmaron varios tratados con los jefes locales que equivalían a la aceptación de la soberanía de la Compañía sobre toda la región entre Pangani y el Kilimanjaro. En noviembre de 1890, la Compañía acordó transferir su función administrativa y la región pasó a formar parte inequívocamente del África Oriental Alemana.  
En agosto de 1886, Jühlke regresó a Alemania y luego partió nuevamente hacia África Oriental, esta vez al sur de Somalia, en la costa de Benadir. Exploró la región, desde el norte en Witulandia hasta la desembocadura del río Juba, para establecer las bases de la empresa colonial alemana en la costa somalí. Intentó fundar una estación comercial en Buur Gaabo, en la bahía de Wubuschi, pero Jühlke fue asesinado a finales de 1886 por un somalí en Kismaayo, se cree que por orden del sultán de Zanzíbar. El asesinato se produjo poco después de formalizarse su nombramiento como representante principal de la Compañía para la costa somalí. Los títulos de propiedad no fueron reconocidos por el Gobierno Imperial y los territorios fueron cedidos formalmente a los británicos por el Tratado de Zanzíbar de 1890. 
En 1886 se publicaron dos obras suyas, Die Erwerbung des Kilima-Ndscharo-Gebietes [La adquisición del territorio del Kilimanjaro] y Meine Wanderung nach dem Kilimandscharo [Mi viaje al Kilimanjaro]. 